# فقر الدم التغذوي
فقر الدم التغذوي (بالإنجليزية: Nutritional anemia)‏ يشير الى فقر الدم الذي يعزى مباشرة إلى نقص التغذية الناجم عن نقص المعذيات الأساسية مثل الحديد، فيتامين بي12، والفولات. يمكن أن تظهر أعراض فقر الدم بسرعة أو ببطء. فقر الذي يحدث ببطء عادة ماتكون له أعراض غامضة. فقر الدم الذي يتطور بسرعة، في كثير من الأحيان، له أعراض أكثر خطورة. قد يؤدي ذلك الى الإعياء، الشعور بالأغماء، الحساسية لدرجة الحرارة، انخفاض مستويات الطاقة، ضيق التنفس، الصداع، تسارع ضربات القلب، انخفاض القدرة على التركيز، الجلد الشاحب، تساقط الشعر، هشاشه الأظافر، الزرقة، وكدمات أو نزيف سهل. من الأمثلة على ذلك فقر الدم الناجم عن عوز الحديد وفقر الدم الخبيث.
يمكن تصنيف فقر الدم على أساس معايير مختلفة، ويعتمد تصنيف واحد على ما إذا كان مرتبطا بالتغذية أم لا. يمكن أن ينتج فقر الدم التغذوي عن نظام غذائي غير متوازن أو وجود حالة تمنع الجسم من امتصاص العناصر الغذائية بما فيه الكفاية. قد ينتج فقر الدم التغذوي بسبب نقص الحديد، فيتامين بي12، البروتين، الفيتامينات، والمعادن الأخرى اللازمة لتشكيل الهيموجلوبين. ومع ذلك، فإن السبب الشائع لهذا النوع من فقر الدم هو نقص الحديد. يساعد الهيموجلوبين على نقل الأكسجين إلى جميع أنحاء الجسم. بدون الأكسجين، لا يمكن لجسم الإنسان الخضوع للتنفس وإنشاء ثلاثي فوسفات الأدينوزين، وبالتالي حرمان الخلايا من الطاقة. عادة ما يتم تقييم فقر الدم عن طريق قياس مستوى الهيموجلوبين في الدم. ومع ذلك، هناك حاجة بعد ذلك إلى مزيد من الاختبارات لتحديد السبب الكامن مثل حالة الحديد، الفولات، وفيتامين بي12. يعتمد تشخيص فقر الدم لدى الرجال على هيموجلوبين أقل من 130 إلى 140 جم / لتر (13 إلى 14 جم / ديسيلتر)؛ في النساء، أقل من 120 إلى 130 جم / لتر (12 إلى 13 جم / ديسيلتر)؛ في الأطفال أقل من 110 جم / لتر (11 جم / ديسيلتر).
فقر الدم هو اضطراب الدم الأكثر شيوعا، حيث يؤثر على حوالي ثلث سكان العالم. فقر الدم التغذوي هو مشكلة صحية عامة رئيسية في العالم تؤثر على ما يقدر بنحو ملياري شخص منهم 90٪ في البلدان النامية، وخاصة في جنوب شرق آسيا وأفريقيا. على الصعيد العالمي، الأطفال الصغار والنساء وكبار السن هم الأكثر عرضة للإصابة بفقر الدم.

## العلامات والأعراض
تشمل علامات فقر الدم الازرقاق، واليرقان، وبعض الكدمات الخفيفة.الإضافة إلى ذلك، قد يواجه المرضى المصابون بفقر الدم صعوبات في الذاكرة والتركيز والإرهاق والدوار والحساسية لدرجة الحرارة وانخفاض مستويات الطاقة وضيق التنفس والجلد الشاحب.تعتبر أعراض فقر الدم سريعه الظهور خطيرًه جدًا لأن الجسم غير قادر على التكيف مع نقص الهيموغلوبين.حيث ان فقر الدم الخفيف والمعتدل له أعراض تتطور ببطء مع مرور الوقت.
إذا اعتقد المرضى أنهم معرضون لخطر الإصابة بفقر الدم أو يعانون من أعراضه، فيجب عليهم الاتصال بالطبيب.
أعراض فقر الدم الغذائي يمكن أن تشمل التعب ونقص الطاقة. ومع ذلك، إذا تقدمت الأعراض، فقد يعاني الشخص من ضيق في التنفس ونبض سريع وشحوب - خاصة في اليدين والجفون والأظافر - وتورم في الكاحلين وفقدان الشعر والدوار والإمساك والاكتئاب والتشنج العضلي. أو تنميل أو شعور بالحرقة وألم بالصدر.
اولئك الذين لديهم فقر الدم الغذائي غالبا ما تظهر أعراض قليلة أو لا تظهر.حيث أن في كثير من الأحيان، لا يمكن اكتشاف الأعراض لأن الأشكال الخفيفة من فقر الدم لها أعراض بسيطة فقط.

## الأسباب
على الصعيد الدولي، فقر الدم الناجم عن نقص الحديد هو الاضطراب التغذوي الأكثر شيوعًا. و هو اضطراب نقص التغذية الوحيد المنتشر بشكل كبير في البلدان الصناعية. في المناطق الأكثر فقراً، يتفاقم فقر الدم بسبب الأمراض المعدية مثل فيروس نقص المناعة البشرية / الإيدز والسل ومرض الدودة الشريطية والملاريا.. في البلدان النامية، تشير التقديرات إلى أن حوالي 40 ٪ من أطفال ما قبل المدرسة و 50 ٪ من النساء الحوامل مصابات بفقر الدم. و 20 ٪ من وفيات الأمهات تكون بسبب فقر الدم. حيث تشمل العواقب الصحية لفقر الدم انخفاض نتائج الحمل، وضعف النمو الأدراكي والبدني، وزيادة معدل الإصابة بالأمراض، وانخفاض معدل العمل لدى البالغين.
فقر الدم التغذوي له أسباب عديدة مختلفة، كل منها إما غذائي أو غير غذائي. الأسباب الغذائية هي نقص الفيتامينات والمعادن والأسباب غير الغذائية يمكن أن تكون الالتهابات. لكن السبب الرئيسي لهذا النوع من فقر الدم هو نقص الحديد.
و تناول كميات غير كافية من الحديد وفيتامين B12 وحمض الفوليك يضعف وظيفة نخاع العظام.و يمكن أن ينجم نقص الحديد داخل جسم الشخص أيضًا عن بكتيريا القرحة. تعيش هذه الميكروبات في مجرى الجهاز الهضمي، وبعد عدة سنوات تسبب قرحة في بطانة المعدة أو الأمعاء الدقيقة. لذلك، فإن نسبة عالية من المرضى الذين يعانون من فقر الدم الغذائي قد يكون لديهم اضطراب هضمي محتمل يسبب فقدان الدم المزمن، وهذا شائع في الأشخاص الذين يعانون من نقص المناعة وكبار السن ومرضى السكري.
كما يمكن أن يأتي فقدان الدم المرتفع نتيجة زيادة فقدان الدم أثناء الحيض، والولادة، وسرطانات الأمعاء، واضطراب يعوق قدرة الدم على التخثر.
كا ان بعض الأدوية يمكن أن يكون لها آثار ضارة وتسبب فقر الدم الغذائي كذلك. الأدوية التي توقف امتصاص الحديد في الأمعاء وتسبب النزيف من الأمعاء (مضادات الالتهاب غير الستيروئيدية والأسبرين) يمكن أن تكون السبب في تطور هذه الحالة.
الأسباب الشائعة الأخرى هي اضطرابات الغدة الدرقية وتسمم الرصاص والأمراض المعدية (مثل الملاريا) والإدمان على الكحول ونقص فيتامين (هـ).

## الأنواع

### فقر الدم الناجم عن عوز الحديد
إنها المرحلة الأخيرة من نقص الحديد وتتميز بإنتاج كريات الدم الحمراء الصغيرة وانخفاض مستوى الهيموجلوبين المتداول. إنه يمثل نقطة النهاية لفترة طويلة من الحرمان من الحديد.

### فقر الدم الضخم الأرومات
إنه يعكس اضطراب الحمض النووي الذي يؤثر على خلايا الدم (كريات الدم الحمراء والكريات البيض والصفائح الدموية) ونخاع العظام، ويتميز بخلايا دم كبيرة وغير ناضجة في نخاع العظام (فقر الدم الكلي)، ويرجع ذلك أساسا إلى كل من الفيتامينات بي9 (الفولات) و بي12.

#### فقر الدم الخبيث
يشير فقر الدم الخبيث الى نوع من فقر الدم الناجم عن نقص فيتامين بي12. يحدث بسبب استجابة مناعية ذاتية طويلة الأمد تؤدي الى فقدان خلايا المعدة التي تخلق العامل الجوهري الضروري لامتصاص فيتامين بي12.

### فقر الدم الناجم عن سوء تغذية البروتين والطاقة
كما هو موضح من قبل، الهيموجلوبين هو بروتين مما يعني أن إنتاجه يتطلب كمية كافية وكافية من البروتين من النظام الغذائي، ولكن في حالة سوء التغذية بين البروتين والطاقة، لن يتم إنتاج الهيموجلوبين بما فيه الكفاية مما يؤدي إلى فقر الدم. ونتيجة لذلك، هناك انخفاض في كتلة الخلية، وبالتالي هناك حاجة إلى عدد أقل من كرات الدم الحمراء لأكسجين الأنسجة (انخفاض عدد كرات الدم الحمراء ذات الهيموجلوبين المنخفض).

### فقر الدم الناجم عن نقص النحاس
هناك حاجة إلى بروتينات النحاس والنحاس لتشكيل الهيموجلوبين الكافي، واستخدام الحديد من قبل كريات الدم الحمراء النامية (سيرولوبلازمين)، والوظائف المثلى لغشاء كرات الدم الحمراء. السيرولوبلازمين (البروتين المحتوي على النحاس) مطلوب للتعبئة العادية للحديد من مواقع التخزين الخاصة به. وبالتالي، في حالة نقص النحاس؛ لا يمكن إطلاق الحديد على انخفاض مستويات الحديد والهيموجلوبين في المصل (حتى في وجود مخازن الحديد العادية).

### فقر الدم الحديدي الأرومات
إنه عيب موروث في إنزيم تخليق الهيم مما يؤدي إلى اختلال في المسار النهائي لتخليق الهيم وتراكم كرات الدم الحمراء غير الناضجة المحتوية على الحديد. يصنف على أنه نوع من فقر الدم صغير الكريات وناقص الصباغ، ويمكن اعتباره غذائي لأنه مستجيب لفيتامين بي6.

## التشخيص
- تعداد الدم الكامل (CBC) هو اختبار دم يوضح عدد خلايا الدم. يتم تشخيص فقر الدم إذا كانت مستويات كرات الدم الحمراء أو الهيموجلوبين منخفضة للغاية
- مصل الحديد و/أو الفيرتين
- مصل فيتامين بي12 والفولات–هذه العناصر الغذائية لازمة لتشكيل خلايا دم حمراء صحية
- التاريخ والفحص البدني
- مسحة الدم الطرفية

## العلاج
تشمل علاجات فقر الدم الغذائي العلاج البديل الذي يستخدم لرفع المستويات المنخفضة من العناصر الغذائية. تحسين النظام الغذائي هو وسيلة لمكافحة فقر الدم الغذائي ويمكن القيام بذلك عن طريق تناول المكملات الغذائية مثل الحديد، الفولات، وفيتامين بي12. تتوفر هذه المكملات دون وصفة طبية ومع ذلك، قد يصف الطبيب الأدوية الموصوفة حسب الحاجة، اعتمادا على الاحتياجات الصحية للمريض.